# Haemagglutinin

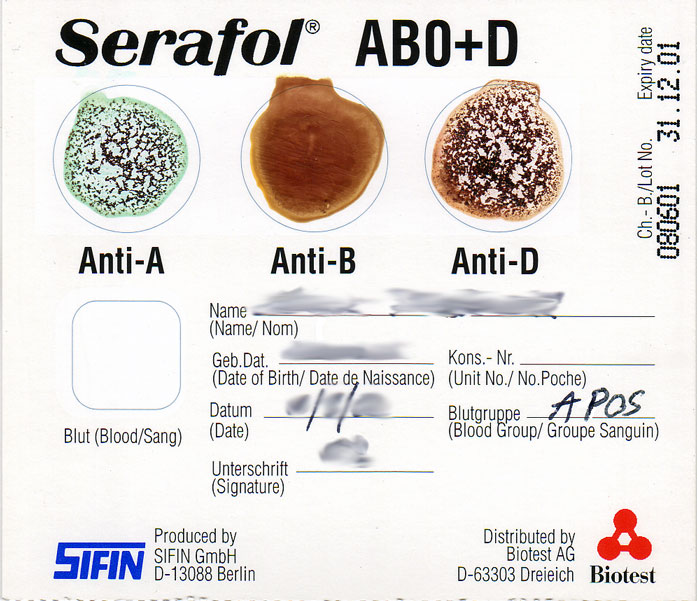
Serafol kártya a vércsoport meghatározására.

A haemagglutinin, vagy hemagglutinin az az anyag, amely a vörösvérsejtek összetapadását segíti elő. Ez a folyamat a hemagglutináció.
Antitestek, vírusburkoló (kapszid) proteinek vagy bizonyos phylotectinek formájában létezhetnek. Az influenzavírusban található változat a vírus megtapadását segíti a fertőzött egyed sejtjeinek felszínén.

## Példák
- Influenza hemagglutinin
- Kanyaró hemagglutinin
- Parainfluenza hemagglutinin-neuraminidáz
- Mumpsz hemagglutinin-neuraminidáz
- A phytohaemagglutinin PH-E alakja

## Használata aszerológiában
A hemagglutináció felhasználható a vörösvérsejt felületi antigének azonosításához (az ismert antitestekkel), vagy az antitestekére (ismert felületi antigenű vörösvérsejtekkel).
A specifikusan az A vagy a B vércsoport vörösvérsejtjeinek felületi antigénjeihez kötődő anti-A és anti-B antitestjeinek használatával lehetővé válik egy kis vérminta alapján meghatározni az AB0 vércsoportot.
Az „ágymelletti kártya” módszer a látható agglutináció útján határozza a meg a vércsoportot. A kártya felületén a vércsoportokhoz tartozó antitest reagensek vannak. A mezőkre egy-egy csepp vért juttatva, az agglutináció kialakulása, vagy hiánya alapján gyorsan meghatározható az AB0 vércsoport és az Rh-faktor.
A vörösvérsejtek agglutinációját használja a Coombs-teszt is.

## Fordítás
- Ez a szócikk részben vagy egészben  a   Hemagglutinin című angol Wikipédia-szócikk fordításán alapul.  Az eredeti cikk szerkesztőit annak laptörténete sorolja fel. Ez a jelzés csupán a megfogalmazás eredetét és a szerzői jogokat jelzi, nem szolgál a cikkben szereplő információk forrásmegjelöléseként.